# Języki graniczne
Języki graniczne (ang. Border languages) – rodzina języków papuaskich używanych na wyspie Nowa Gwinea, skoncentrowanych na pograniczu Indonezji i Papui-Nowej Gwinei.
Ich klasyfikacja przedstawia się w następujący sposób:
- języki bewani: ainbai, kilmeri, ningera, pagi
- języki taikat: awyi (auyi), taikat
- języki waris: amanab, auwe (simog), daonda, imonda, manem, viid (senggi), sowanda (waina), waris

Serwis Ethnologue odnotowuje także język umeda, nieuwzględniany przez inne źródła. Przypuszczalnie chodzi o dialekt języka sowanda.